# Foetorepus agassizii
Foetorepus agassizii es una especie de peces de la familia Callionymidae.

## Morfología
Los machos pueden llegar alcanzar los 24,3 cm de longitud total.

## Hábitat
Es un pez de mar y de aguas profundas que vive entre 48-700 m  de profundidad.

## Distribución geográfica
Se encuentra en el  Atlántico occidental: desde el Canadá hasta el norte de la desembocadura del río Amazonas. 